# Гранульний синтез звуку
Гранульний синтез звуку (також гранульований, гранулярний, англ. granular synthesis) — один з напрямків в області синтезу звуку, заснований на формуванні звуку з надкоротких (1–50 мс) семплованих фрагментів звукової хвилі. В результаті взаємодії частоти їх повторення і частотних складових семплованої звукової форми, виходить тембрально складне звучання, що нагадує звукову хмару. В процесі руху цей об'єкт нерідко піддається різним маніпуляціям — зміни взаємного розташування гранул (їх щільності, тривалості тощо), а також обробкам (напр. амплітудна модуляція). Винахід теорії гранульного синтезу належить фізикові Деннісу Габору, першим використав його в композиторській практиці Яніс Ксенакіс.